# Ascoliocerus kurilensis
Ascoliocerus kurilensis is een keversoort uit de familie kniptorren (Elateridae). De wetenschappelijke naam van de soort is voor het eerst geldig gepubliceerd in 1972 door Gurjeva.